# Barrière de Clichy
La barrière de Clichy est l'une des barrières d'octroi du mur des Fermiers généraux.

## Situation
Elle était installée sur l'emplacement de l'actuelle place de Clichy.

## Origine du nom
Elle était ainsi nommée parce qu'elle servait de sortie pour aller au village de Clichy.

## Historique
Cette barrière était ornée d'un bâtiment avec deux péristyles de six colonnes, et fut appelée, en 1793, durant la période révolutionnaire « barrière de Fructidor ».

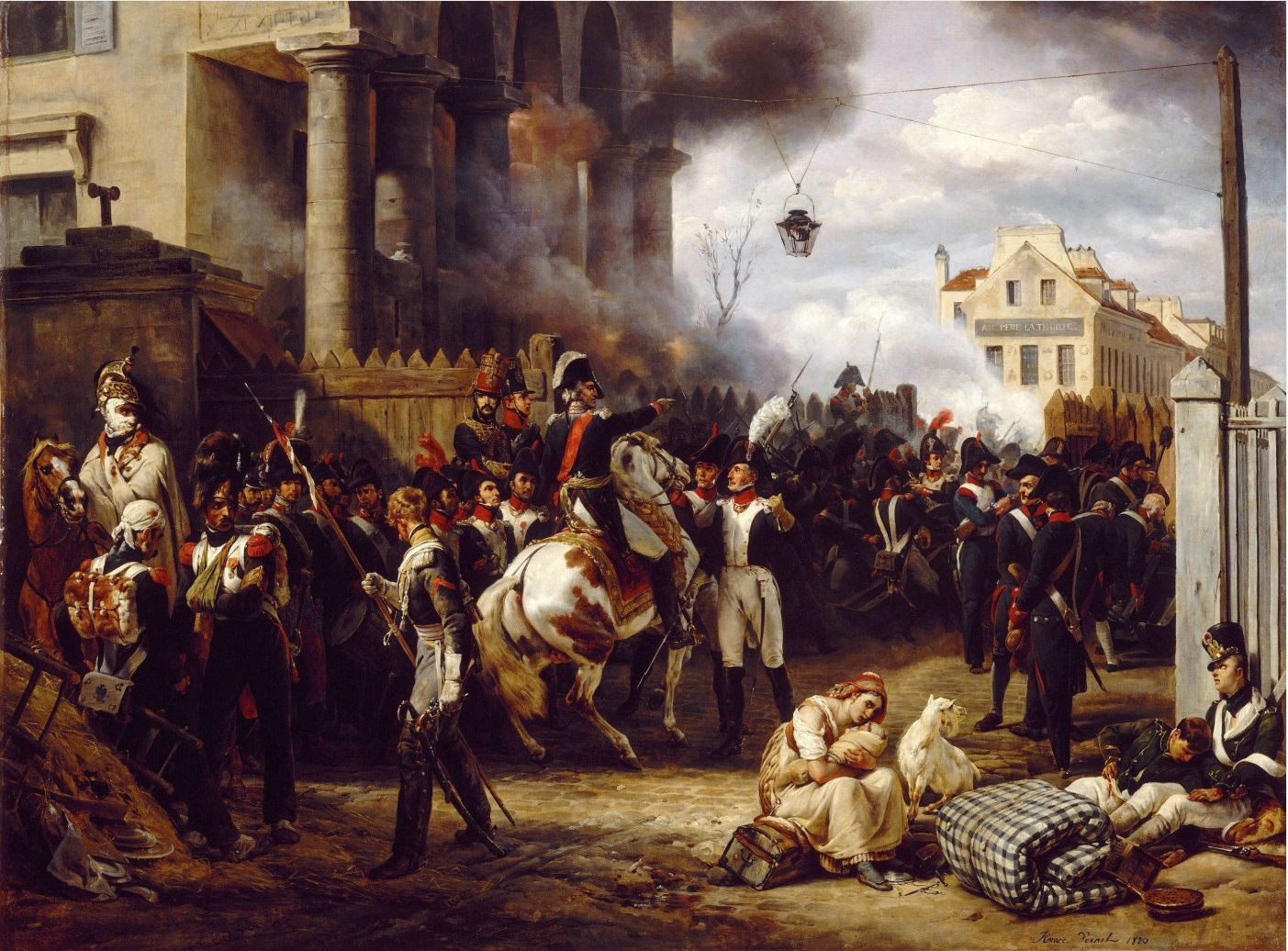
Horace Vernet
La Barrière de Clichy,
musée du Louvre.

En 1814, pendant la campagne de France, Paris est attaqué  et le contingent russe attaque la barrière de Clichy le 30 mars 1814. C'est un des derniers épisodes de la défense de la capitale, assurée par le maréchal Moncey qui commandait une partie de la Garde nationale parisienne. Ils ont combattu avec la plus grande bravoure et ne cédèrent qu'après l'arrivée du message qui annonçait la capitulation de Paris.
Le peintre Horace Vernet, fervent bonapartiste et célèbre pour ses tableaux militaires, fait partie des défenseurs civils de Paris. Napoléon lui décerne pour cela la Légion d'honneur en 1814. Il représente cet évènement dans La Barrière de Clichy (1820, Louvre). Au centre du tableau, le maréchal Moncey donne ses ordres à l'orfèvre Claude Odiot, colonel de la Garde nationale de Paris, qui a commandé l'œuvre.